# Lacu Sărat
Lacu Sărat is een dorp in Roemenië in de gemeente Chiscani in het district Brăila. In het dorp ligt het zoutmeer Lacul Sărat waarrond zich een kuuroord heeft ontwikkeld sedert men in de tweede helft van de negentiende eeuw ontdekte dat de zwarte modder op de bodem van het ondiepe meer therapeutisch gebruikt kan worden voor de behandeling van reumatische aandoeningen. In het begin van de twintigste eeuw werd er een tramlijn aangelegd die Lacu Sărat verbindt met Brăila.
Een van de lokale toeristische attracties is het klooster Manastirea Lacu Sărat, gewijd aan de H. Pantelimon.